# Stazione di Inverigo
La stazione di Inverigo è la stazione ferroviaria ubicata nel territorio comunale di Inverigo sulla ferrovia Milano-Asso. È gestita da FerrovieNord.
Nel 2005 la stazione ha registrato il transito di 365.989 viaggiatori, con una variazione nulla rispetto al precedente biennio.

## Strutture ed impianti
L'edificio viaggiatori rispecchia lo stile di tutte le altre stazioni della linea ferroviaria Milano-Erba-Asso.
È una stazione dotata di doppio binario che, in quanto a standard infrastrutturali, segue l'andamento generale della quasi totalità delle stazioni della linea:
- I binari fotografati a novembre 2010assenza di sottopasso;

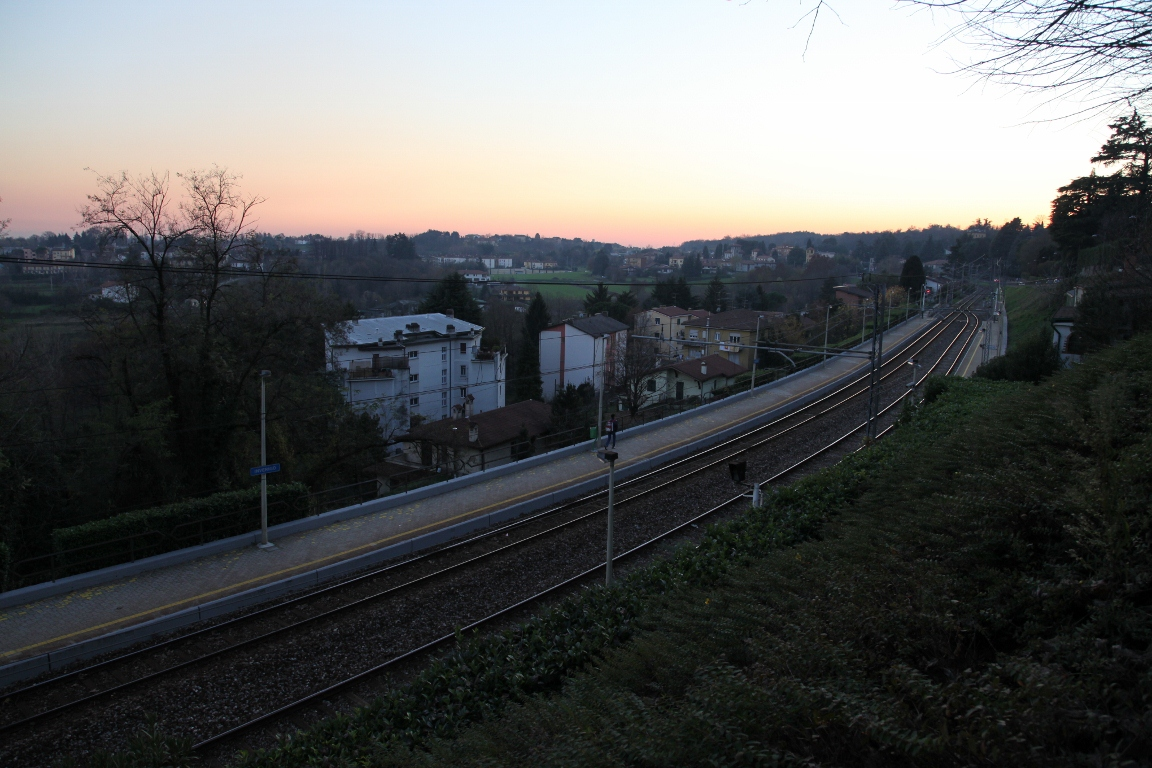
I binari fotografati a novembre 2010

- banchine basse rispetto al piano del ferro;
- assenza di pensiline.

Recentemente Inverigo è stata provvista di nuovi sistemi di teleindicazione.
Il binario 1 è di deviata, mentre il 2 di corretto tracciato.
All'interno della stazione è presente un banco ACEI, in quasi perenne telecomando dal DCO di Seveso (è possibile intervenire solo in caso di guasti a quest'ultimo).

## Movimento
La stazione è servita dai treni della Direttrice 169 di Trenord, in servizio Regionale (R) tra Canzo-Asso e Milano Cadorna, che effettuano tutte le fermate fino Cesano Maderno, poi diretto fino Affori.
I treni, a cadenzamento orario durante tutto l'arco della giornata, e semiorario in alcune fasce dei giorni feriali, fermano approssimativamente al minuto .00, e qui incrociano (come visibile nella foto).
Il tempo di percorrenza è di 48' per Milano Cadorna e di 21'/25' per Canzo-Asso (in base all'orario).
Sono del tutto assenti collegamenti classificati Diretti in ragione delle carenze infrastrutturali della linea. 

## Incidenti
Il 28 marzo 2019, intorno alle ore 18:40, due convogli TSR di Trenord (le unità EB 711-157 ed EB 711-189) si scontrarono a bassa velocità presso la stazione di Inverigo, a causa di un errore umano del macchinista del 157, che aveva ignorato un segnale di arresto. L’incidente non provocò feriti gravi, ma solo alcune decine di passeggeri contusi. I treni incidentati vennero rimossi e portati nei depositi Ferrovienord di Erba e Milano Cadorna, dove furono per qualche tempo sottoposti a sequestro da parte della Polizia ferroviaria. Il personale del treno che aveva violato il semaforo rosso fu incriminato per disastro colposo e lesioni colpose: il capotreno e un allievo macchinista che si trovava a bordo patteggiarono rispettivamente un anno e 3 mesi e 7 mesi di reclusione, mentre il macchinista fu rinviato a giudizio con rifiuto della concessione del rito abbreviato.

## Servizi
- Biglietteria self service
- Bar
- Sala di attesa